# Diamonds In My Chest
Diamonds In My Chest è un singolo di Dotan, pubblicato il 22 settembre 2023.

## Video musicale
Il 27 settembre 2023 è stato pubblicato un video musicale.

## Tracce
1. Diamonds In My Chest – 3:40